# Alberto Rodríguez Acosta
Alberto Rodríguez Acosta (Unión de Reyes, 7 de agosto de 1869 - Batabanó, 18 de mayo de 1897) fue un militar cubano que participó en la Guerra Necesaria (1895-1898), la tercera y última guerra por la independencia de Cuba.

## Biografía
Alberto Rodríguez Acosta nació en el poblado de Alacranes,
a 6 km al suroeste del pueblo de Unión de Reyes y
a 110 km al sureste de La Habana.

### Guerra Necesaria
El 24 de febrero de 1895 estalló la Guerra Necesaria (1895-1898), la tercera y última guerra por la independencia de Cuba.
Entre octubre de 1895 y enero de 1896, el Ejército Mambí llevó a cabo la Invasión de Oriente a Occidente en Cuba.
Durante el transcurso de esta, en diciembre de 1895, mientras la Columna Invasora pasaba por territorio matancero, Rodríguez Acosta (campesino, de 26 años) decidió unirse a las fuerzas independentistas del mayor general Antonio Maceo (1845-1896).
En abril de 1896 ya era teniente coronel y jefe del primer batallón del Regimiento de Infantería. Tiempo después, fue ascendido a coronel y designado jefe de regimiento, bajo las órdenes de Ricardo Sartorio.
El 7 de diciembre de 1896 participó en la batalla de San Pedro, donde murió el mayor general Antonio Maceo. Rodríguez Acosta entretuvo al enemigo español atacándolo con las tropas a su mando, para que varios soldados pudieran rescatar el cadáver de Maceo.

### Muerte en combate
En 1897 fue ascendido a brigadier general de brigada y pasó a operar al sur de la provincia de La Habana.
El 18 de mayo de 1897 fue herido de muerte cerca del pueblo de Batabanó, durante un ataque por sorpresa de tropas enemigas. Falleció varios minutos más tarde. Tenía 27 años de edad.